# Lewis Pullman
Lewis James Pullman (ur. 29 stycznia 1993 w Los Angeles) – amerykański aktor filmowy i telewizyjny.

## Życiorys
Lewis Pullman urodził się w Los Angeles w stanie Kalifornia jako syn amerykańskiego aktora i producenta Billa Pullmana, i tancerki Tamary Hurwitz. Matka Lewisa ma pochodzenie rosyjsko-żydowskie. Lewis ma dwójkę starszego rodzeństwa, siostrę Maesę (ur. 1988) i brata Jacka (ur. 1989), który z zawodu jest projektantem lalek i masek.
W 2015 roku ukończył Warren Wilson College w Swannanoa w Karolinie Północnej, uzyskując tytuł licencjata z pracy socjalnej. W trakcie studiów pracował w dziale traktorów, sądząc, że jeśli aktorstwo mu się nie uda, to będzie pracować w ekipie drogowej, pracując przy koparce.

## Kariera
Lewis jest członkiem zespołu Atta Boy, w którym gra na perkusji. Zespół wydał w 2012 roku swój pierwszy album pt. Out of Sorts, a ich drugi album, Big Heart Manners, w 2020 roku po ośmioletniej przerwie.
Jego kariera aktorska rozpoczęła się w 2013 roku, kiedy to Pullman wystąpił w kilku filmach krótkometrażowych, a pierwszym z nich był The Tutor. W 2017 roku Lewis zadebiutował wraz ze swoim ojcem w filmie fabularnym The Ballad of Lefty Brown. W tym samym roku wystąpił również u boku Arnolda Schwarzeneggera w filmie Po katastrofie, brytyjskim dramacie Polegaj na mnie i amerykańsko-brytyjskim filmie sportowym Wojna płci.
W 2022 roku zagrał jako kpt. mar. pil. Robert „Bob” Floyd, pilot i kandydat do misji w sequelu Top Gun pt. Top Gun: Maverick. Jest to dotychczas najbardziej dochodowa produkcja, w której zagrał Pullman.
W 2025 roku Lewis Pullman dołączył do obsady filmów Marvela występując w filmie Thunderbolts* jako Bob / Sentry / Void.

## Życie prywatne
Od stycznia 2025 roku spotyka się z aktorką i modelką Kaią Gerber.

## Filmografia

### Filmy
| Rok  | Tytuł                       | Tytuł oryginalny               | Rola                              | Uwaga                | Źr.           |
| ---- | --------------------------- | ------------------------------ | --------------------------------- | -------------------- | ------------- |
| 2013 | The Tutor                   | The Tutor                      | James                             | Film krótkometrażowy | [ 7 ]         |
| 2015 | The Peter Cassidy Project   | The Peter Cassidy Project      | Henry Lovegood                    | Film krótkometrażowy | [ 19 ]        |
| 2016 | Where You Are               | Where You Are                  | Dorosły James                     | Film krótkometrażowy | [ 20 ]        |
| 2016 | The Realest Real            | The Realest Real               | Patrick                           | Film krótkometrażowy | [ 21 ]        |
| 2017 | The Ballad of Lefty Brown   | The Ballad of Lefty Brown      | Billy Kitchen                     |                      | [ 8 ]         |
| 2017 | Po katastrofie              | Aftermath                      | Dorosły Samuel                    |                      | [ 9 ]         |
| 2017 | Polegaj na mnie             | Leon on Pele                   | Dallas                            |                      | [ 10 ]        |
| 2017 | Wojna płci                  | Battle of the Sexes            | Larry Riggs                       |                      | [ 11 ] [ 12 ] |
| 2018 | Nieznajomi: Ofiarowanie     | The Strangers: Prey at Night   | Luke                              |                      | [ 22 ]        |
| 2018 | Źle się dzieje w El Royale  | Bad Times at the El Royale     | Miles Miller                      |                      | [ 23 ]        |
| 2018 | Craig's Pathetic Freakout   | Craig's Pathetic Freakout      | Lewis                             | Film krótkometrażowy | [ 23 ]        |
| 2019 | Wężowe wzgórza              | Them That Follow               | Garret                            |                      | [ 23 ]        |
| 2019 | Lefty/Righty                | Lefty/Righty                   | Rightly                           | Film krótkometrażowy | [ 24 ]        |
| 2020 | The Voice in Your Head      | The Voice in Your Head         | Dan                               | Film krótkometrażowy | [ 23 ]        |
| 2020 | Pink Skies Ahead            | Pink Skies Ahead               | Ben                               |                      | [ 23 ]        |
| 2021 | Sorry I Missed This         | Sorry I Missed This            | Trevor                            | Film krótkometrażowy | [ 25 ]        |
| 2022 | Top Gun: Maverick           | Top Gun: Maverick              | kpt. mar. pil. Robert „Bob” Floyd |                      | [ 13 ] [ 14 ] |
| 2022 | Press Play                  | Press Play                     | Harrison                          |                      | [ 23 ]        |
| 2023 | Córka Starlingów            | The Starling Girl              | Owen Taylor                       |                      | [ 23 ]        |
| 2023 | The Line                    | The Line                       | Todd Stevens                      |                      | [ 23 ]        |
| 2023 | Bunt przed sądem wojennym   | The Caine Mutiny Court-Martial | Thomas Keefer                     |                      | [ 23 ]        |
| 2023 | Water Rises                 | Water Rises                    | Him                               |                      | [ 26 ]        |
| 2024 | Skincare                    | Skincare                       | Jordan Weaver                     |                      | [ 23 ]        |
| 2024 | Riff Raff. Zabójcza rodzina | Riff Raff                      | Rocco                             |                      | [ 23 ]        |
| 2024 | Miasteczko Salem            | Salem's Lot                    | Ben Mears                         | Rola główna          | [ 23 ]        |
| 2025 | Thunderbolts*               | Thunderbolts*                  | Bob / Sentry / Void               |                      | [ 16 ] [ 17 ] |
| 2026 | Avengers: Doomsday          | Avengers: Doomsday             | Bob / Sentry / Void               |                      | [ 27 ]        |

### Seriale
| Rok       | Tytuł         | Tytuł oryginalny     | Rola                    | Uwaga                    | Źr.    |
| --------- | ------------- | -------------------- | ----------------------- | ------------------------ | ------ |
| 2019      | Paragraf 22   | Catch-22             | Major Major Major Major | Miniserial, 4 odcinki    | [ 28 ] |
| 2022–2024 | Peryferia     | Outer Range          | Rhett Abbott            | Rola główna, 14 odcinków | [ 29 ] |
| 2023      | Lekcje chemii | Lessons in Chemistry | Calvin Evans            | Miniserial, 8 odcinków   | [ 30 ] |